# Turnour Island
Turnour Island ist eine Insel zwischen dem Festland, den Küstenbergen der Northern Pacific Ranges, der kanadischen Provinz British Columbia und der vorgelagerten Insel Vancouver Island. Turnour Island gehört zur Inselgruppe des Broughton-Archipels und liegt im Regional District of Mount Waddington. Außerdem wird die Insel dem Great Bear Rainforest zugerechnet.

## Lage
Die Insel liegt am östlichen Ende der Königin-Charlotte-Straße. Innerhalb der Inselgruppe liegt die Insel dann im südlichen Bereich. Nördlich der Insel und des Knight Inlet sowie einiger kleinerer Inseln liegt Gilford Island. Östlich der Insel liegt Minstrel Island. Im Süden liegt jenseits des Clio Channels dann West Cracroft Island. Das südwestlich, gegenüber von Karlukwees 1, gelegene Harbledown Island wird durch die Beware Passage getrennt. Im Nordwesten von Turnour Island liegt dann mit Village Island eine weitere Insel des Archipels.

## Besiedlung
Gemeinden gibt es auf der Insel nicht. Daher ist die Insel auch nicht mit einer öffentlichen Fähre erreichbar. Im Südwesten der Insel liegt jedoch ein heutiges Indianerreservate, das Indian reserve Karlukwees 1, ursprünglich Siedlung der Da'naxda'xw, bevor diese nach Harbledown Island umsiedelten und später der Tlowitsis. Das etwas mehr als 10 ha große Reservate ist für die Tlowitsis als ehemaliger Standort eines Winterdorfes von besonderer Bedeutung. Die Örtlichkeit, auch „Kalugwis“ oder „Qalogwis“ geschrieben, spielt auch in einer Reihe von Geschichten der Kwakwaka'wakw eine herausragende Rolle, unter anderem in einer Geschichte in der über den Ursprung der Gezeiten hier erzählt wird.

## Namensherkunft
Die Insel ist nach Nicholas E.B. Turnour, einem Offizier der britischen Royal Navy benannt, der die HMS Clio während ihrer zweiten Dienstzeit auf der Pacific Station kommandierte.: S. 610 Die HMS Clio ist dabei selber Namensgeber in der Region, zum Beispiel für den südlich der Insel gelegenen Clio Channel.: S. 123–124

## Trivia
Die Ausstellung „To the Totem Forests: Emily Carr and Contemporaries Interpret Coastal Villages“ mit Werken von Emily Carr umfasst auch Zeichnungen die Kalugwis zeigen.